# 超人気番組CMの祭典
『超人気番組CMの祭典』（ちょうにんきばんぐみシーエムのさいてん）は、2000年の春・秋に日本テレビ系列で放送された特別番組（番宣バラエティ番組）である。

## 概要
1999年秋まで放送された『スーパークイズスペシャル』の後継特番。出演者の一部も『スーパークイズスペシャル』から引き継いでいる。
『スーパークイズスペシャル』まであったクイズ形式を一旦取り止めて、日テレ系の人気番組･新番組の出演者が紅白対抗で独自に制作した番宣CMを見て競い合う番組に変更した。
同時にスタッフは『スーパークイズスペシャル』では『日本テレビクイズプロジェクト』のスタッフから一辺して情報番組のスタッフで制作することになった。

## 放送リスト
| 回 | タイトル | 放送日        | 放送時間（JST）   |
| -- | --- | ------------- | ----------------- |
| 1  | 超人気番組CMの祭典 おもいッきりまる見え伊東家 ウリナリ大辞テン ズームバラ珍ぐるナイおしゃれ ダウンタウンヒッパレどっちの料理 鉄腕ストーリーランド メレンゲK1ピカイチ Fun劇空間ロンブー 電波雷波はコラえてネ | 2000年3月16日 | 木曜19:00 - 21:24 |
| 2  | 超豪華スター大集合 20世紀最強!! 人気番組ナンバーワン決定戦!! | 2000年9月28日 | 木曜19:00 - 21:24 |

## 司会
- 福澤朗（当時日本テレビアナウンサー）
- 今田耕司
- 久本雅美

## ナレーター
- 羽佐間道夫
- 清水ミチコ
- 木村匡也

## 参加番組

### 春
- 午後は○○おもいッきりテレビ - みのもんた、高橋佳代子、女性ゲスト3人
- 世界まる見え!テレビ特捜部 - 楠田枝里子
- ものまねバトル - コロッケ、コージー冨田、原口あきまさ、三田村邦彦、沢田亜矢子
- 伊東家の食卓 - 伊東四朗、五月みどり、三宅健、布施博、RICAKO、山口美沙、トミーズ雅、風見しんご
- おしゃれカンケイ - 古舘伊知郎、渡辺満里奈、森公美子
- ウッチャンナンチャンのウリナリ!! - ウッチャンナンチャン、キャイ〜ン、ビビアン・スー、千秋、よゐこ、K2、藤崎奈々子
- 速報!歌の大辞テン!! - 徳光和夫、中山エミリ、森口博子
- ズームインシリーズ - 福澤朗、宮本和知、山岡三子、延友陽子、鈴木君枝、船越雅史、羽鳥慎一
  - ズームイン!!朝!
  - ズームイン!!サタデー
- NNNニュースプラス1 - 鷹西美佳、真山勇一
- NNNきょうの出来事 - 井田由美
- 嗚呼!バラ色の珍生!! - 島田紳助、森富美
- ぐるぐるナインティナイン -ナインティナイン、出川哲朗、国分太一
- THE夜もヒッパレ - グッチ裕三、モト冬樹、三宅裕司、赤坂泰彦
- どっちの料理ショー（読売テレビ制作）- 三宅裕司、料理人達
- ザ!鉄腕!DASH!! - TOKIO
- 週刊ストーリーランド - 西村雅彦、伊集院光、峰竜太
- メレンゲの気持ち - 久本雅美、松本明子、浅田美代子、なすび、山崎邦正、石塚英彦、原口あきまさ、コージー冨田、おさる
- ピカイチ - 堂本光一、関根勤、吉井怜、矢島学
- 劇空間プロ野球 - 船越雅史、中畑清、山本浩二、江川卓
- 電波少年シリーズ - チューヤン、松本明子
  - 進ぬ!電波少年
  - 雷波少年
- 1億人の大質問!?笑ってコラえて! - 山岡三子、保坂尚輝
- FUN - 今田耕司、藤原紀香
- ロンブー龍 - ロンドンブーツ1号2号、菅谷大介
- プレイヤーズ - ネプチューン
- 永遠の仔（読売テレビ制作）- 中谷美紀
- 天使が消えた街 - 堂本光一、藤井フミヤ、酒井法子、内田有紀
- フジリコ（読売テレビ制作）- ココリコ、藤井隆
- 超K-1宣言! - 関根勤
- 独占!スポーツ情報

ちなみに『伝説の教師』は不参加。

## スタッフ
第1回（2000年3月16日放送分）
- 構成：クリタヤスシ
- TM：吾妻光良
- SW：江村多加司
- CAM：望月達史、保刈寛之、寺西謙治、水梨潤、清野理
- 音声：原泰造、鈴木詳司
- 照明：細川登喜二
- 調整：青木健二、川又志津
- 美術：鈴木喜勝
- デザイン：道勧英樹
- 装飾：錦織洋史
- 装置：樋口真也
- 電飾：川津稔
- モニター：本木満
- ENG：渡辺滋雄、榎本丈之
- TK：野口かず美、南田めぐみ
- 広報：河村良子
- 編集：宮下剛一
- MA：山崎秀二
- 音効：井上研一
- 制作デスク：安永美和
- 演出補：梅沢正亮、前川善郎
- マジック指導：北見伸
- 協力：ベイスクエアよこすか一番館管理組合、TANTRA
- 技術協力：日本テレビビデオ、ヌーベルバーグ
- 美術協力：日本テレビアート
- 制作協力：アガサス、アンメック、えすと、クリエイティブネクサス、翔テレビジョン、フォルミカ
- 出演番組プロデューサー：土屋敏男、土屋泰則、篠木爲八男、甘利孝、福田泰久、中山良夫、袴田直希、政橋雅人、中村元気、寺内壮、竹内尊実、安岡喜郎、今村司、神蔵克、鈴木雅人、松崎聡男、宮本修二、村手武治、磯野太、関根崇史、福地聡、村上和彦、三枝孝臣、藤井淳、河野英裕、戸田一也、南中佑介・今村紀彦（よみうりテレビ）、武野一起（ワイズビジョン）
- AP：山崎大介、首藤由紀子、加藤孝司
- ディレクター：石川明敏（CR-NEXUS）、磯和伸明（えすと）、古山晃（翔テレビジョン）、佐藤健二郎、中尾光孝、村田清治
- プロデューサー：阿河朋子（えすと）、上原敏明、小川明人（ブームアップ）、高原友生、中川幸美（CR-NEXUS）
- 演出：北條伸樹
- 総合演出：佐藤一
- 企画・プロデュース：高木章雄
- チーフプロデューサー：城朋子
- 製作著作：日本テレビ

第2回（2000年9月28日放送分）
- 構成：クリタヤスシ、川崎良、下等ひろき
- TM：吾妻光良
- SW：村松明
- CAM：中川昭生、津野祐一、村上和正、子安研次、渡辺久幸
- EJ：渡辺滋雄、榎本丈之
- 音声：木田哲治、今野健
- 照明：細川登喜二
- 調整：青木健二、各務裕之
- モニター：吉邑光司
- 美術：鈴木喜勝
- デザイン：道勧英樹
- 装置：樋口真也
- 装飾：阿部康美
- 電飾：今村真紀子
- メイク：富田晶
- TK：中村ひろ子
- 広報：小串理江
- 編集：竹内博志
- MA：山崎秀二
- 音効：井上研一
- CG：石村裕一
- 技術協力：ヌーベルバーグ
- 美術協力：日本テレビアート
- 制作協力：アンメック、えすと、CR-NEXUS、SHOW TV、フォルミカ
- 出演番組プロデューサー：甘利孝、磯野太、伊藤響、神蔵克、木村元子（YTV）、倉田貴也、篠木爲八男、竹内尊実、武野一起（ワイズビジョン）、田辺裕、土屋敏男、土屋泰則、綱島弘子、寺内壮、藤井淳、前田伸一郎、前田久充（STV）、松崎聡男、南中佑介（YTV）、宮木宣嗣、宮本修二
- デスク：安永美和
- 演出補：前川善郎、小野里かほる
- AP：福士睦、山崎大介、首藤由紀子、加藤孝司、海野大輔
- ディレクター：石川明敏（CR-NEXUS）、磯和伸明（えすと）、古山晃（翔テレビジョン）、佐藤健二郎、和山泰明
- プロデューサー：阿河朋子（えすと）、上原敏明、小川明人（ブームアップ）、高原友生、中川幸美（CR-NEXUS）
- 演出：北條伸樹
- 総合演出：佐藤一
- 企画・プロデュース：高木章雄
- チーフプロデューサー：城朋子
- 製作著作：日本テレビ